# Grand Prix de Sarajevo
Le Grand Prix de Sarajevo est une course cycliste disputée pour la première fois le 22 juin 2014 à l'occasion de l'anniversaire du centenaire de l'assassinat de l'archiduc François-Ferdinand d'Autriche. La course se déroule à Sarajevo, en Bosnie-Herzégovine.

## Histoire
Cette course, créée par Amaury Sport Organisation (ASO), a été organisée pour célébrer le centenaire de la Grande Guerre, à Sarajevo. À cette occasion, toutes les coureurs étaient revêtus de jaune.

## Personne présente lors de la première édition
Christian Prudhomme et Jean-Étienne Amaury étaient présents pour représenter ASO en compagnie de l'ambassadeur français en Bosnie-Herzégovine, Rolland Gilles. Joop Zoetemelk, Bernard Thévenet et Stephen Roche, anciens vainqueurs du Tour de France étaient présents. Plus de 2000 coureurs étaient au départ. 

## Palmarès
| Année | Vainqueur        | Deuxième               | Troisième         |
| ----- | ---------------- | ---------------------- | ----------------- |
| 2014  | Matej Marin      | Christian Delle Stelle | Andrea Vaccher    |
| 2015  | Gašper Katrašnik | Sergey Belykh          | Stefan Stefanović |